# Allais-Paradoxon
Das Allais-Paradoxon (benannt nach Maurice Allais) ist ein experimentell beobachtbarer Verstoß gegen das Unabhängigkeitsaxiom (engl. common consequence effect, CCE) der wirtschaftswissenschaftlichen Entscheidungstheorie. Dieses besagt, dass die Hinzu-/Wegnahme von gemeinsamen Konsequenzen einer Entscheidung die Präferenz des Entscheiders nicht verändern darf.

## Aufbau des Experiments
Der Grundaufbau des Experiments besteht darin, dass Versuchspersonen zweimal hintereinander aus jeweils zwei Lotterien wählen:
Auswahl 1:
{\displaystyle a=(2500,\ 0{,}33;\ 2400,\ 0{,}66;\ 0,\ 0{,}01)}
Das heißt: Man gewinnt 2500 Geldeinheiten (GE) mit 33 % Wahrscheinlichkeit, 2400 GE mit 66 % Wahrscheinlichkeit, mit 1 % Wahrscheinlichkeit geht man leer aus.
{\displaystyle b=(2400,\ 1)}
Dies bedeutet einen sicheren Gewinn von 2400 GE.
Auswahl 2
Dieselben Personen haben danach eine weitere Auswahl zu treffen:
{\displaystyle a'=(2500,\ 0{,}33;\ 0,\ 0{,}67)} ,
also 2500 GE mit 33 % Wahrscheinlichkeit, ansonsten nichts.
{\displaystyle b'=(2400,\ 0{,}34;\ 0,\ 0{,}66)} ,
also 2400 GE mit 34 % Wahrscheinlichkeit, ansonsten nichts.
Die vier Lotterien in einer Tabelle zusammengefasst:
| Wahrsch./Gewinn | Lotterie a | Lotterie b | Lotterie a' | Lotterie b' |
| --------------- | ---------- | ---------- | ----------- | ----------- |
| 0,66            | 2400       | 2400       | 0           | 0           |
| 0,33            | 2500       | 2400       | 2500        | 2400        |
| 0,01            | 0          | 2400       | 0           | 2400        |

Die Entscheidungssituation zwischen a und b und die zwischen a' und b' unterscheidet sich nur dadurch, dass bei den Ersteren eine hohe Wahrscheinlichkeit für einen Gewinn von 2400 besteht, die bei Letzteren nicht besteht (über diese wird aber gar nicht entschieden, sie bildet nur das 'Umfeld'). Ansonsten sind die Situationen gleich. Nach dem Unabhängigkeitsaxiom sollte der Inhalt der ersten Zeile keinen Einfluss auf das Entscheidungsverhalten haben.

## Auswertung
Die Mehrzahl der Versuchspersonen wählt im Experiment b und a' , haben also die Präferenzen a < b und a' > b' .
{\displaystyle b>a} bedeutet:
{\displaystyle u(2400)>0{,}33\ u(2500)+0{,}66\ u(2400)+0{,}01\ u(0)}
{\displaystyle a'>b'} bedeutet:
{\displaystyle 0{,}33\ u(2500)+0{,}67\ u(0)>0{,}34\ u(2400)+0{,}66\ u(0)}
Diese beiden Ungleichungen lassen sich umformen zu:
{\displaystyle 0{,}34\ u(2400)>0{,}33\ u(2500)+0{,}01\ u(0)} und
{\displaystyle 0{,}33\ u(2500)+0{,}01\ u(0)>0{,}34\ u(2400)} ,
zwei sich widersprechenden Aussagen.
Dieser Widerspruch lässt sich dadurch erklären, dass bei der ersten Entscheidung zwischen {\displaystyle a} und {\displaystyle b} die Wahrscheinlichkeiten im Vordergrund stehen, wobei sich diese bei der Entscheidung zwischen {\displaystyle a'} und {\displaystyle b'} kaum unterscheiden und die Gewinne als entscheidendes Kriterium verwendet werden.
Das Experiment von Allais, veröffentlicht 1953, stellt ein frühes Beispiel für den Einsatz experimenteller Methoden zum Erkenntnisgewinn in den Wirtschaftswissenschaften dar und trug zur Entwicklung der Experimentellen Wirtschaftsforschung bei.

## Erklärung
Die psychologische Erklärung dieses irrationalen Verhaltens liefert der Sicherheitseffekt, ein Aspekt der Prospect Theory von Amos Tversky und Daniel Kahneman. Kahneman gibt folgendes Beispiel:
Auswahl 1
0.61 Wahrscheinlichkeit, $520.000 zu gewinnen, oder 0.63 Wahrscheinlichkeit, $500.000 zu gewinnen
Hier entscheiden sich die meisten Befragten für die erste Option, da der Unterschied von $20.000 mehr Eindruck macht, als der Wahrscheinlichkeits-Unterschied von 0.02. Auch bei risikoneutralem Verhalten ist dies die rationale Entscheidung, denn die Erwartungswerte der beiden Optionen sind 317.200 versus 315.000.
Nun erhöht man bei beiden Optionen die Gewinnwahrscheinlichkeit um 0.37 und bietet folgende Lotterien an:
Auswahl 2
0.98 Wahrscheinlichkeit, $520.000 zu gewinnen, oder sicheren Gewinn (Wahrscheinlichkeit 1) von $500.000.
Obwohl der erwartete Nutzen der ersten Option jetzt noch größer ist als vorher, wechseln die meisten Befragten nun paradoxerweise zur zweiten Option. Nun überwiegt als Entscheidungskriterium die Gewissheit des kleineren Gewinns; es greift der Sicherheitseffekt. Die Erwartungswerte der beiden Optionen lauten nun 509.600 versus 500.000. Gegenüber der Auswahl 1 hat sich der Erwartungswert der ersten Option von Auswahl 2 um 192.400 erhöht, derjenige der zweiten Option nur um 185.000.

## Alternativerklärungen
Die einfache Heuristik "Take the Best" (siehe Gerd Gigerenzer) liefert eine plausible Erklärung, die ohne die mentale Berechnung von Wahrscheinlichkeiten auskommt.
"Take the Best" lässt sich so zusammenfassen: Nimm das beste Kriterium und entscheide – wenn sich kein relevanter Unterschied ergibt, nimm das zweitbeste, und so weiter.
Auf das Allais-Paradoxon angewendet bedeutet dies: Beim Vergleich zwischen a und b wird die Wahrscheinlichkeit als Kriterium benutzt, beim Vergleich zwischen a'  und b'  dagegen der zu erwartende Gewinn.